# Barnes Lake-Millers Lake
Barnes Lake-Millers Lake – jednostka osadnicza w Stanach Zjednoczonych, w stanie Michigan, w hrabstwie Lapeer.